# 別列日尼齊亞河 (黑切列莫什河支流)
別列日尼齊亞河（烏克蘭語：Бережниця），是烏克蘭的河流，位於該國西部，屬於黑切列莫什河的支流，發源自別列日尼齊亞西北面，流經伊萬諾-弗蘭科夫斯克州，河道全長11公里，流域面積34平方公里。